# Isabel de Beaumont
Isabel de Beaumont, duquesa de Lancaster, de la Casa de Brienne (c. 1320 – 1361) fue una noble inglesa, la hija menor de Enrique de Beaumont, Conde de Buchan y Alice Comyn.

## Familia
Isabel nació en torno a 1320. Tenía nueve hermanos mayores, incluyendo a John de Beaumont, Lord Beaumont. Sus abuelos paternos fueron Luis de Brienne, Vizconde de Beaumont, y Agnes, Vizcondesa de Beaumont. Sus abuelos maternos fueron Alexander Comyn, Sheriff de Aberdeen y Joan le Latimer. Luis de Brienne era hijo menor de Juan de Brienne y su tercera esposa, Berenguela de León, mientras que Alexander Comyn era hermano menor de John Comyn, Conde de Buchan.

## Matrimonio e hijos
Se casó con Enrique de Grosmont, duque de Lancaster en 1337. Isabel dio a Enrique dos hijas que a la larga habrían de heredar las propiedades de su padre: 
- Maud, condesa de Leicester (4 de abril de 1339 – 10 de abril de 1362), esposa de Guillermo V, Conde de Henao.
- Blanca de Lancaster (25 de marzo de 1345 – 12 de septiembre de 1369), se casó con Juan de Gante, hijo de Eduardo III de Inglaterra, con quien tuvo tres hijos. Blanca heredó las propiedades familiares a la muerte de su hermana.

Isabel murió de la peste en 1361 en el Castillo de Leicester. Fue enterrada en la Abadía de Newark, Leicester. Su marido también murió de la peste en marzo de 1361.
A través de Blanca, Isabel es antepasado de la Casa de Lancaster, siendo abuela de Enrique IV de Inglaterra. Felipa de Lancaster, Reina de Portugal y el Algarve e Isabel de Lancaster, duquesa de Exeter fueron también nietas suyas.
- Datos: Q5425257
- Multimedia: Isabella de Beaumont / Q5425257